# Theta Carinae
Theta Carinae (θ Carinae, förkortat Theta Car, θ Car) är en dubbelstjärna belägen i den östra delen av stjärnbilden Kölen. Den har en skenbar magnitud på 2,76, är synlig för blotta ögat och den ljusaste stjärnan i den öppna stjärnhopen IC 2602. Baserat på parallaxmätning inom Hipparcosuppdraget på ca 7,2 mas, beräknas den befinna sig på ett avstånd på ca 460 ljusår (ca 140 parsek) från solen.

## Egenskaper
Primärstjärnan Theta Carinae A är en blå till vit stjärna i huvudserien av spektralklass B0.5 Vp, där p-suffixet står för speciella spektrala egenskaper, som har observerats i både optiska och ultravioletta våglängder. Den har en beräknad massa som är ca 15 gånger större än solens massa, en radie som är ca 5 gånger större än solens och utsänder från dess fotosfär ca 25 700 gånger mera energi än solen vid en effektiv temperatur av ca 31 000 K.
Theta Carinae är en enkelsidig spektroskopisk dubbelstjärna med en omloppsperiod på 2,2 dygn. Den har den kortaste kända omloppsperioden bland massiva stjärnor, vilket tyder på en tidigare massöverföring mellan de två stjärnorna, vilket möjligen förklarar spektrala särdrag. I detta spektroskopiska system är primärstjärnan förmodligen en ”blå eftersläntrare”, vilket är en ovanlig typ av stjärna som skapats genom att sammanslagning eller växelverkan mellan två eller flera stjärnor. Källan för massöverföringen är sannolikt den mindre massiva följeslagaren, och det som nu är primärstjärnan var förmodligen då den mindre massiva komponenten. Stjärnornas beräknade ålder är 4 miljoner år, och de verkar vara mycket yngre än den omgivande stjärnhopen IC 2602.
När primärstjärnan når ca 11 miljoner års ålder kommer den att expandera och börja överföra sin yttre massa tillbaka till sin följeslagare. Litet är känt om följeslagaren, men den är sannolikt en stjärna av spektraltyp F med en magnitud mindre än en procent av primärstjärnans.